# Torrimpietra
Torrimpietra est une frazione de la ville de Fiumicino et une zona di Roma (zone de Rome) située à l'ouest de Rome dans l'Agro Romano en Italie. Elle est désignée dans la nomenclature administrative par Z.XLVI. Sa population est de 2 663 habitants.

## Lieux particuliers
- Le Castello de Torrimpietra
- Église Sant'Antonio Abate